# ロンドウック工業団地
ロンドウック工業団地（ロンドウックこうぎょうだんち、ベトナム語：Khu công nghiệp Long Đức / 區工業隆德、略称 KCN Long Đức、英: Long Duc Industrial Park）は、ベトナムドンナイ省ロンタイン県ロンドウックに位置する工業団地である。特徴は、日系工業団地として、安定した電気・ガス・上水・排水処理を入居企業に提供できる点である。また、上記インフラストラクチャーについては専門スタッフを配置し、24時間365日の保守管理および定期点検を行うことで、入居企業が安心して操業できる体制を整えている。

## 概要
- 事業主 - Long Duc Investment Co., Ltd
- 株式主 - Long Duc Investment Pte., Ltd 88%（双日50.2％、大和ハウス39.9％、神鋼環境ソリューション9.9%）； Donafoods 12%
- 総開発面積 - 270ha
- 分譲面積 - 200ha

## 施設
電気: メイン送電線とバックアップ送電線の２つの系統で受電して供給。万が一、メイン送電線系統に不具合が発生してもバックアップ送電線系統に切り替えることで、早期復旧が可能。
ガス: 工業団地内に独自で敷設したパイプラインを通じて、天然ガスを供給。
上水： 日量15,000m3をドンナイ省水道公社より一括で引き込み供給。
排水: 神鋼環境ソリューションによる排水処理施設の設計・施工、維持管理による徹底した排水管理。

## ロケーション・アクセス
ドンナイ省ロンタイン県ロンドウックに位置し、ホーチミン市中心部およびカトライ港まで車で約40分、カイメップ・チーバイ港まで車で約60分、タンソンニャット国際空港まで車で約60分の位置にある。
各地からの距離
- ホーチミン市街地より42km
- カイメップ・チーバイ港より40km
- カトライ港より30km
- タンソンニャット国際空港より45km
- ロンタイン国際空港（2020年開港予定）より14km